# تپه حمام
تپه حمام مربوط به دوران‌های تاریخی پس از اسلام است و در شهرستان دامغان، روستای اهوانو واقع شده و این اثر در تاریخ ۱۸ آبان ۱۳۷۸ با شمارهٔ ثبت ۲۴۸۳ به‌عنوان یکی از آثار ملی ایران به ثبت رسیده است.